# Metsküla (Märjamaa)
Pour les articles homonymes, voir Metsküla.
Metsküla est un village de la commune de Märjamaa du comté de Rapla en Estonie.